# Comté de Nelson (Dakota du Nord)
Pour les articles homonymes, voir Comté de Nelson.
Le comté de Nelson est un comté des États-Unis situé dans l’État du Dakota du Nord. En 2010, la population était de 3 126 habitants. Son siège est Lakota.

## Démographie
| 1890  | 1900  | 1910   | 1920   | 1930   | 1940  |
| ----- | ----- | ------ | ------ | ------ | ----- |
| 4 293 | 7 316 | 10 140 | 10 362 | 10 203 | 9 129 |

| 1950  | 1960  | 1970  | 1980  | 1990  | 2000  |
| ----- | ----- | ----- | ----- | ----- | ----- |
| 8 090 | 7 034 | 5 776 | 5 233 | 4 410 | 3 715 |

| 2010  | - | - | - | - | - |
| ----- | - | - | - | - | - |
| 3 126 | - | - | - | - | - |

## Comtés adjacents
- Comté de Walsh (nord)
- Comté de Grand Forks (est)
- Comté de Steele (sud-est)
- Comté de Griggs (sud)
- Comté d'Eddy (sud-ouest)
- Comté de Benson (ouest)
- Comté de Ramsey (nord-ouest)

## Principales villes
- Aneta
- Lakota
- McVille
- Michigan City
- Pekin
- Petersburg
- Tolna